# Avions Paul Aubert
Avions Paul Aubert est une entreprise aéronautique française disparue.
En 1932 Paul Aubert fonde à Issy-les-Moulineaux Aubert Aviation. Sous-traitant des grands constructeurs, l’entreprise s’installe ensuite à Courbevoie et devient Société Anonyme des avions Paul Aubert. En 1938 apparait un biplace de tourisme à cabine fermée, le PA-20 Cigale. Une seconde usine voit le jour à Niort en 1940. Après la Seconde Guerre mondiale Avions Paul Aubert fut constitué avec un atelier à Buc. Étudié avant la guerre, le PA-204 Cigale Major sort en 1949. Remotorisé, il devient Super Cigale mais ne trouve pas d’acheteurs.
En 1955 l’entreprise produit des silencieux pour avions légers développés par Paul Aubert pour le STAé. À la même époque Paul Aubert travaille sur le PA-300 Grillon, un biplace côte à côte à aile basse et train tricycle escamotable de 135 ch et sur un projet de bimoteur de construction mixte à aile haute pour 6 passagers.
Ces projets ne vont pas à terme et la Société des Avions Paul Aubert ferme ses portes en 1959.

## Sources
1. ↑  Flight n° 2405 du 25 février 1955 p.235
2. ↑  Flight n° 2349 du 29 janvier 1954 p.129
3. ↑  Flight n° 2539 du 20 septembre 1957 p.481